# Макариська волость
Макариська волость — адміністративно-територіальна одиниця Олександрійського повіту Херсонської губернії.
Станом на 1886 рік складалася з 6 поселень, 6 сільських громад. Населення — 1708 осіб (849 чоловічої статі та 859 — жіночої), 271 дворове господарство.
|                     | Площа, десятин | У тому числі орної, дес. |
| ------------------- | -------------- | ------------------------ |
| Сільських громад    | 1063           | 975                      |
| Приватної власності | 4578           | 2280                     |
| Казенної власності  | —              | —                        |
| Іншої власності     | 121            | 120                      |
| Загалом             | 5762           | 3375                     |

Основні поселення волості:
- Макариха — село при річці Макариха за 26 верст від повітового міста, 371 особа, 60 дворів, православна церква, школа.
- Баранівка — село при річці Макариха, 397 осіб, 54 двори, лавка.
- Смагіна — село при річці Макариха, 291 особа, 48 дворів, винокурний завод.